# 五月が丘 (広島市)
- 日本 > 広島県 > 広島市 > 佐伯区 > 五月が丘
- 西風新都 > 五月が丘

五月が丘（さつきがおか）は、広島県広島市佐伯区の町名・住宅地名。一丁目から五丁目まである。郵便番号は731-5101（安芸五日市郵便局管区）。当地域の人口は6,953人。

## 地理
五月が丘は広島市中心部（紙屋町）から北西へ約6km、同市佐伯区の東端に位置する住宅団地。団地内は戸建て住宅が立ち並び、団地西部に「近隣公園」という名の公園、団地東部に広島市立五月が丘小学校・広島市立五月が丘中学校がある。また、団地北側の安佐南区大塚東には私立の広島修道大学があり、五月が丘に隣接している。

## 歴史
以下の年表に示す通り。
1972年3月10日、土地区画整理事業の施行認可が取得され、同年3月15日に造成が開始される。
1974年12月30日、一般売り出しの入居が始まる。

## 交通

### バス
横川駅前・己斐（西広島駅・広電西広島（己斐）駅付近）・五日市駅北口方面とは広電バスの運行するバスで結ばれている。
西広島駅方面とはエイチ・ディー西広島の運行するバスでも結ばれている。

### 新交通システム
広島高速交通広島新交通1号線（アストラムライン）の広域公園前駅から徒歩10分-30分。

### 道路
団地南東から入れる広島県道265号伴広島線は己斐峠を越えて広島市中心部方面へつながっており、前述のボンバスの経路となっている。団地西側から広島県道290号原田五日市線が西へ走っており、南北に走る広島県道71号広島湯来線と団地出入口付近で交わっている。